# Sapmaljaure
Sapmaljaure är en sjö i Gällivare kommun i Lappland och ingår i Kalixälvens huvudavrinningsområde. Sjön har en area på 0,632 kvadratkilometer och ligger 486 meter över havet. Sapmaljaure ligger i Kaitum fjällurskog Natura 2000-område. Sjön avvattnas av vattendraget Njurkuhajåkka.

## Delavrinningsområde
Sapmaljaure ingår i det delavrinningsområde (752225-167024) som SMHI kallar för Utloppet av Sapmaljaure. Medelhöjden är 595 meter över havet och ytan är 25,17 kvadratkilometer. Det finns inga avrinningsområden uppströms utan avrinningsområdet är högsta punkten. Njurkuhajåkka som avvattnar avrinningsområdet har biflödesordning 3, vilket innebär att vattnet flödar genom totalt 3 vattendrag innan det når havet efter 344 kilometer. Avrinningsområdet består mestadels av skog (36 procent), sankmarker (25 procent) och kalfjäll (34 procent). Avrinningsområdet har 0,77 kvadratkilometer vattenytor vilket ger det en sjöprocent på 3,1 procent.